# Ute (popolo)
Gli Ute (inglese: Ute, /ˈjuːt/) sono uno dei gruppi etnici di nativi americani che abitano il Gran Bacino.

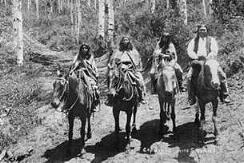
Degli Ute nel 1878

## Storia
Inizialmente era composto da sette tribù distribuite su un vasto territorio compreso fra gli attuali Colorado e Utah. Oltre a essere abili cacciatori la loro economia era basata sulla raccolta di radici e frutti vegetali. In seguito all'avvento degli europei divennero anche abili cavallerizzi e allevatori.
Entrarono in contatto con le spedizioni verso la California capitanate da John Ch. Fremont e Kit Carson nel 1849, stabilirono rapporti amichevoli con Carson da parte di alcuni capi (Colorow, Kaneeatche e, più tardi, Ouray) e molti importanti capi (compresi Colorow, Arrapeen, Sobita, Tabiuna, Kanosh, Sanpitch, Shavano) divennero amici dei mormoni di Brigham Young negli anni 1849-1850. Per qualche tempo gli Ute si illusero di potere convivere in modo soddisfacente con i coloni, ma nel volgere di breve tempo la situazione peggiorò sensibilmente sia per l'insorgere tra gli Ute di malattie portate dai coloni, sia per le difficoltà frapposte dei mormoni al traffico di schiavi che aveva arricchito i più importanti capi Ute nel decennio precedente, sia per l'afflusso costante di nuovi coloni nelle terre degli Indiani e la prepotenza dimostrata da molti nuovi venuti. Gli Ute insorsero nel 1853, sotto la guida di Walkara e suo fratello (nonché fidato luogotenente) Arrapeen, sebbene non tutti i capi più importanti (come Sobita, Tabiuna-to-kwanah, Kanosh) si unirono alla rivolta che, nel frattempo, aveva coinvolto anche bande Shoshone e Pahute. L'abilità di Brigham Young, e probabilmente la mediazione esercitata da capi influenti come, appunto, Sobita, Tabiuna-to-kwanah e Kanosh, consentirono ai mormoni di avviare una trattativa con Walkara e Arrapeen, i quali si convinsero di avere male interpretato il comportamento dei seguaci di Young in diverse occasioni, rappacificandosi con i mormoni nel maggio del 1854. Walkara morì nel villaggio di Meadow Creek, presso Fillmore nello Utah, il 29 gennaio 1855 e gli successe Arrapeen, il quale, con la mediazione di Young e dell'agente indiano Garland Hurt, stipulò il 9 luglio 1855 un trattato di pace con gli Shoshone.
Durante le guerre indiane, nel 1859, gli Ute siglarono un accordo con i coloni, offrendo le proprie guide e concedendo all'esercito di attraversare il loro territorio per attaccare i Sioux e i Cheyenne.
La scoperta dell'argento nei loro territori (1860) segnò la fine del trattato e l'invasione dei bianchi. Nella primavera del 1865 una nuova guerra fu intrapresa da Antonga, minacciando Fort Gunnison e Fort Douglas e Salt Lake City e mettendo in crisi la linea della Overland Express. Antonga, ferito in combattimento contro la milizia mormone, sospese la guerra nel giugno del 1866, e Kaneeatche affrontò le truppe comandate dal colonnello Alexander in autunno, proseguendo nel frattempo le ostilità in corso contro i Navaho. Nonostante i tentativi di conciliazione messi in atto da capi storici come Nicaagat e Colorow la guerra proseguì fino alla definitiva sconfitta degli Ute in una battaglia presso il fiume Milk.
Nel 1878, persi i propri territori, gli Ute migrarono con una lunga marcia di 500 km fino alla regione isolata dello Utah dove si trovano attualmente i loro ultimi insediamenti.

## Situazione attuale
La riserva indiana Ute è situata nel nord dello Utah. Secondo alcune fonti gli Ute sono circa 10.000; la lingua più diffusa è l'inglese anche se si cerca di mantenere vivo il linguaggio Uto-aztecan. La principale religione praticata è il Peyotismo; diffuso il Cristianesimo con richiami ai simboli indiani.